# Резолюция Совета Безопасности ООН 1581
Резолюция Совета Безопасности Организации Объединённых Наций 1581, единогласно принятая 18 января 2005 года, после того как сослались на резолюции 1503 (2003) и 1534 (2004), Совет одобрил продление сроков полномочий семи краткосрочных судей Международного уголовного трибунала по бывшей Югославии (МТБЮ), чтобы дать им возможность завершить рассмотрение дел, над которыми они работали. Это была первая резолюция Совета Безопасности ООН, принятая в 2005 году.
Совет Безопасности ожидал, что продление срока судебных заседаний судей улучшит судопроизводство и позволит МТБЮ выполнить свои обязательства по стратегии завершения. По просьбе Генерального секретаря Кофи Аннана Совет продлевает срок полномочий судей ad litem следующим образом:
а) судья Расоазанани и судья Сварт завершили рассмотрение дела Хаджихасановича;
b) судья Бриденсхольт и судья Эзер завершают рассмотрение дела Орича;
c) судья Телин и судья Ван ден Вингаерт завершили рассмотрение дела Лимая;
d) судья Канивелл завершит рассмотрение дела Краишника;
e) судья Сенаси завершит рассмотрение дела Халиловича, если ему быдет поручено его ведение;
(f) судья Ханото завершает дело Краишника, если он был назначен на него.
Совет принял к сведению намерение МТБЮ завершить рассмотрение дела Хаджихасановича к концу сентября 2005 года, дело Халиловича до конца октября 2005 года, дела Орича и Лимая к концу ноября 2005 года и дело Краишника до конца апреля. 2006 года.

## Голосование
| За (15) | Воздержались (0) | Против (0) |
| --- | ---------------- | ---------- |
| - Китай - Франция - Россия - Великобритания - США - Алжир - Аргентина - Бенин - Бразилия - Дания - Греция - Япония - Филиппины - Румыния - Танзания |                  |            |

* жирным выделены постоянные члены Совета Безопасности ООН